# 圣弗拉基米尔主教座堂 (塞瓦斯托波尔)

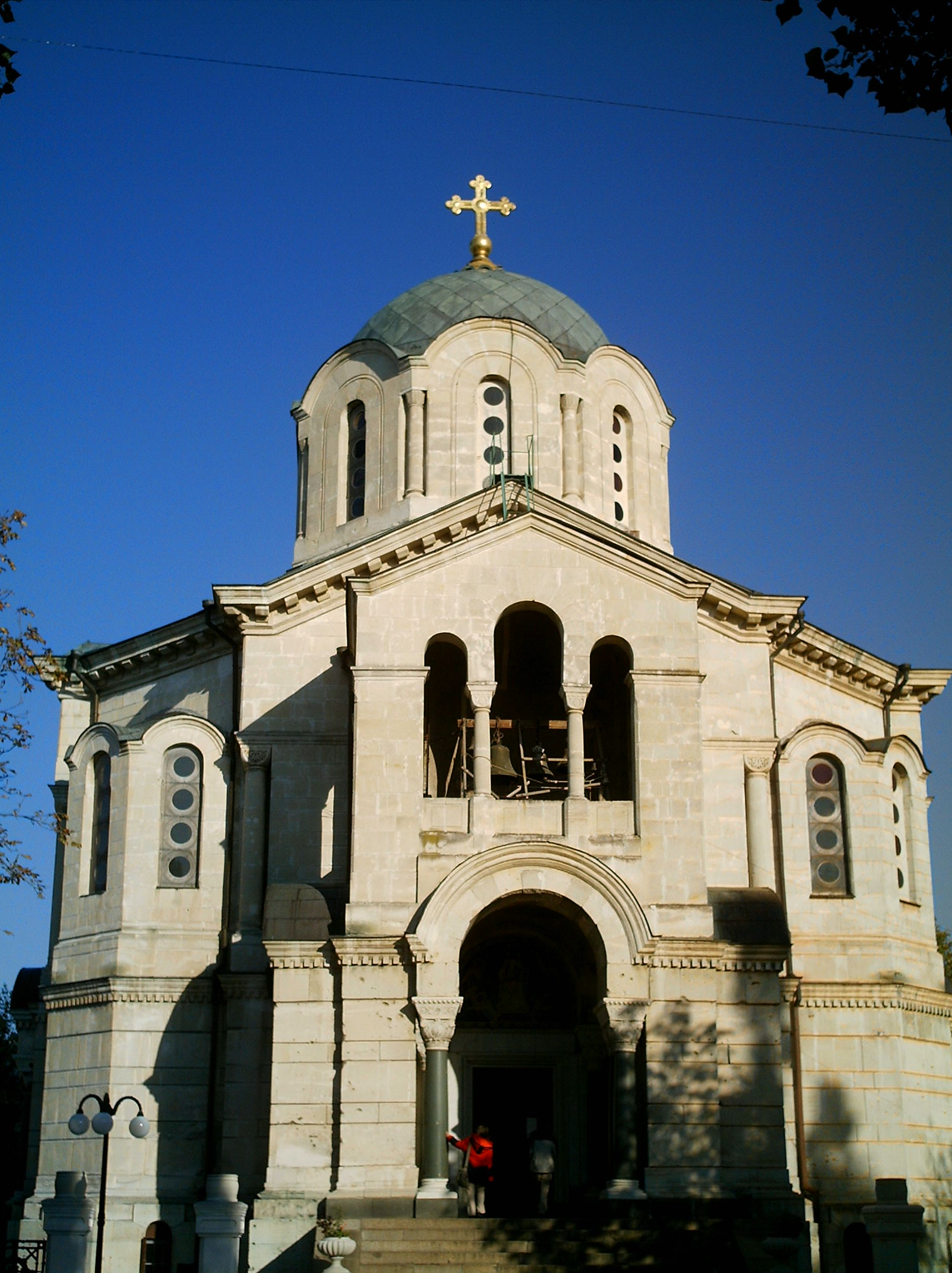
塞瓦斯托波尔的海军上将

圣弗拉基米尔主教座堂（俄語：Владимирский собор）是塞瓦斯托波尔的一座东正教教堂，建于克里米亚战争战后，以纪念塞凡堡圍城戰中的英雄。
海军上将米哈伊尔·拉扎列夫提议在塞瓦斯托波尔兴建圣弗拉基米尔主教座堂，而不是在克森尼索。教堂内有拉扎列夫和他的三名弟子——弗拉基米尔·科尔尼洛夫、弗拉基米尔·伊斯托明和帕维尔·纳希莫夫的坟墓。
该教堂的建筑风格为新拜占庭式。原设计为克森尼索主教座堂所作。随后由当地建筑师返工。下教堂祝圣于1881年，上教堂完成于7年后。
该建筑高32.5米。大理石铺就的室内装饰是由瑞士和意大利的艺术家团队完成。19世纪50年代围城战的英雄的名字都刻在墙壁上。海军上将的坟墓于1931年被苏联当局摧毁。随后在二战中教堂遭受进一步的损害。

## 畫廊

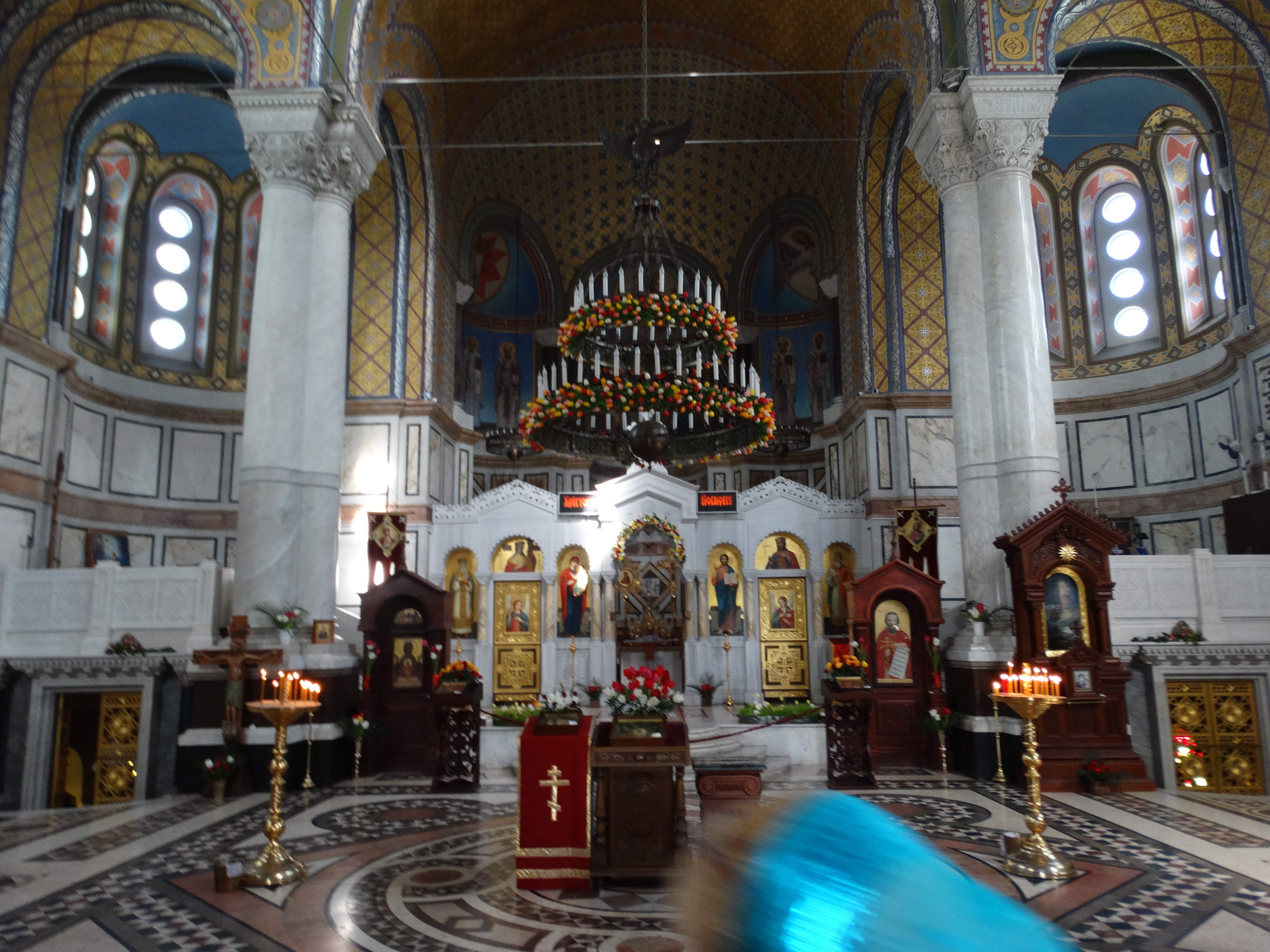
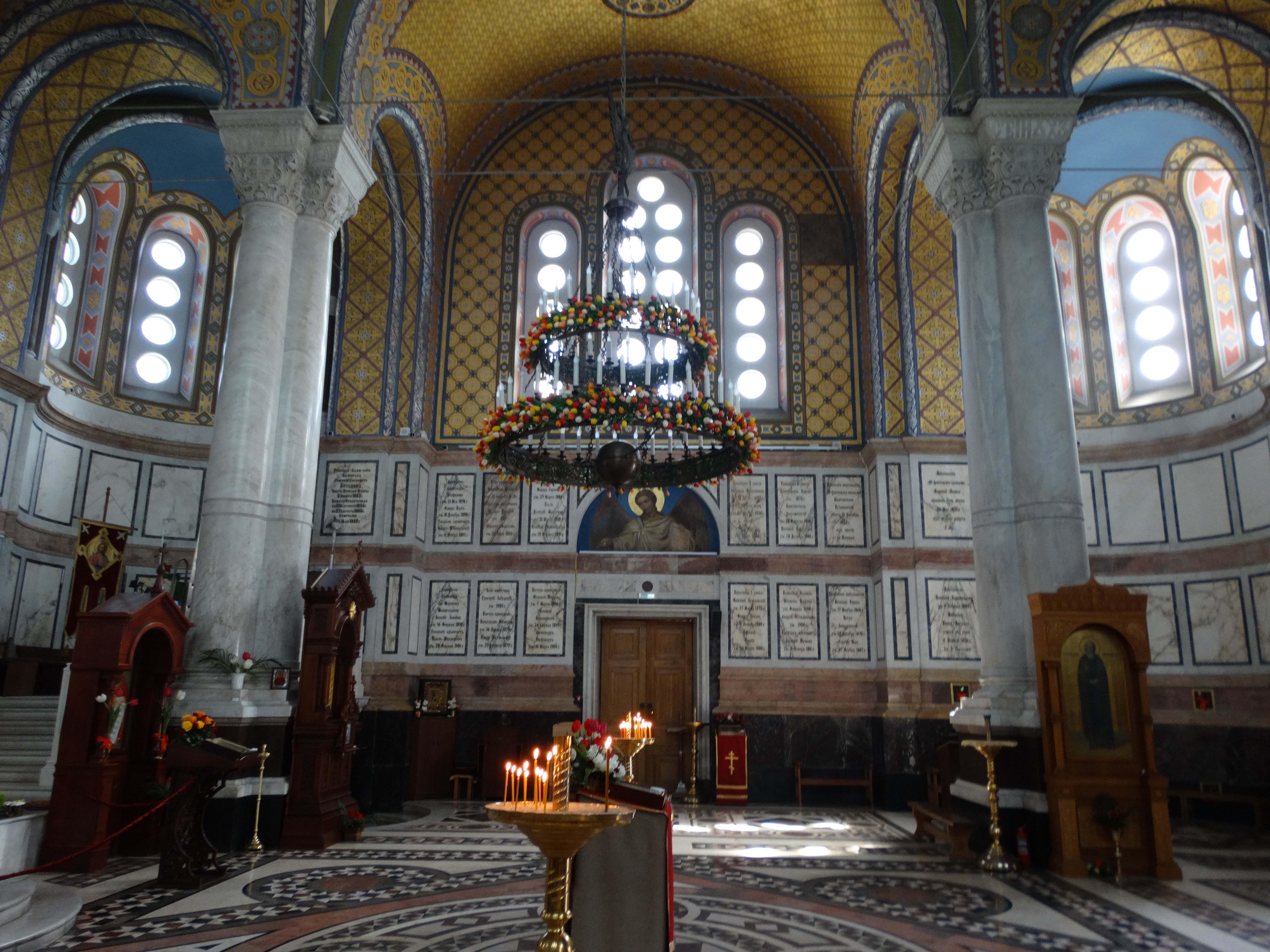
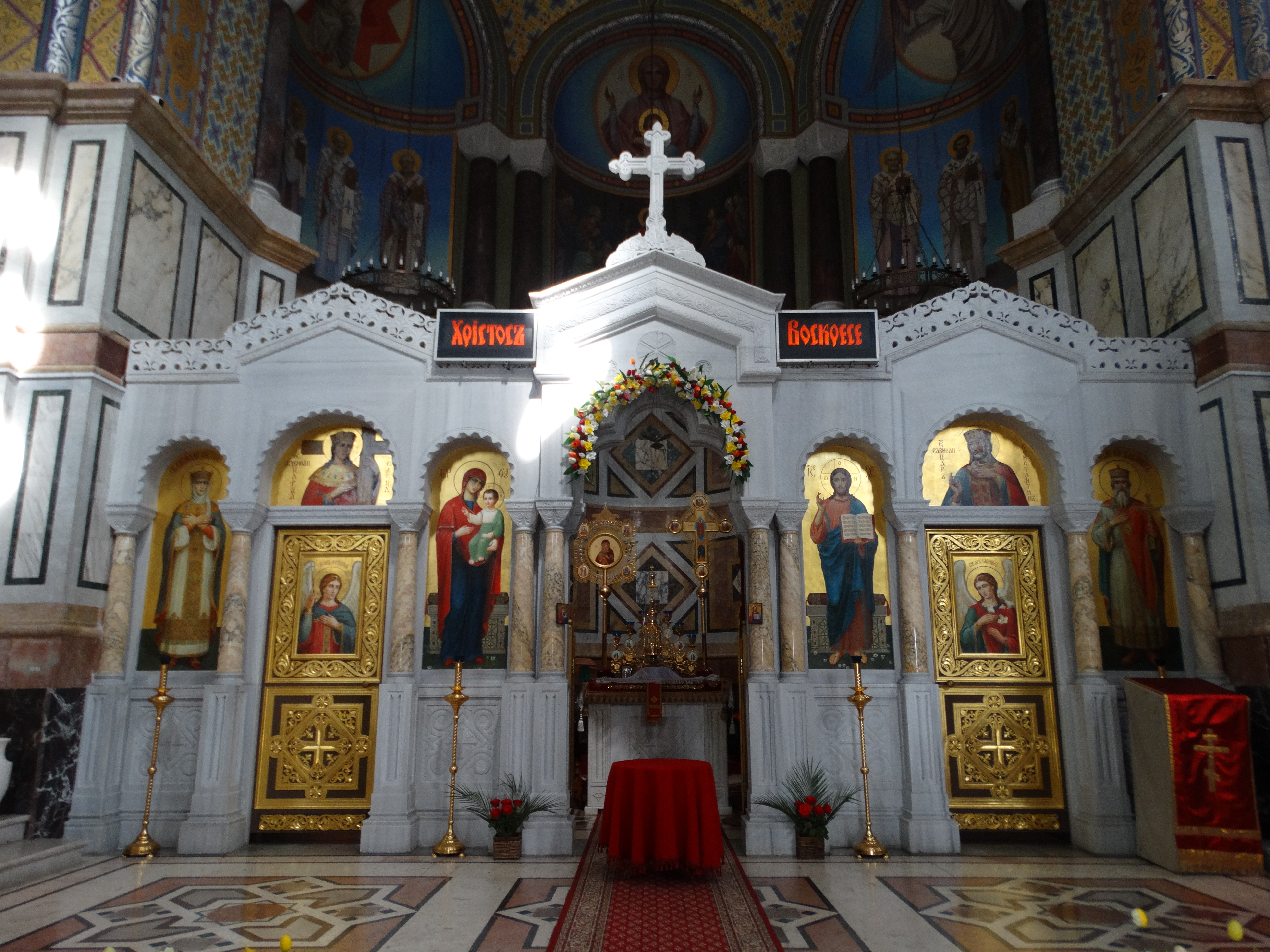
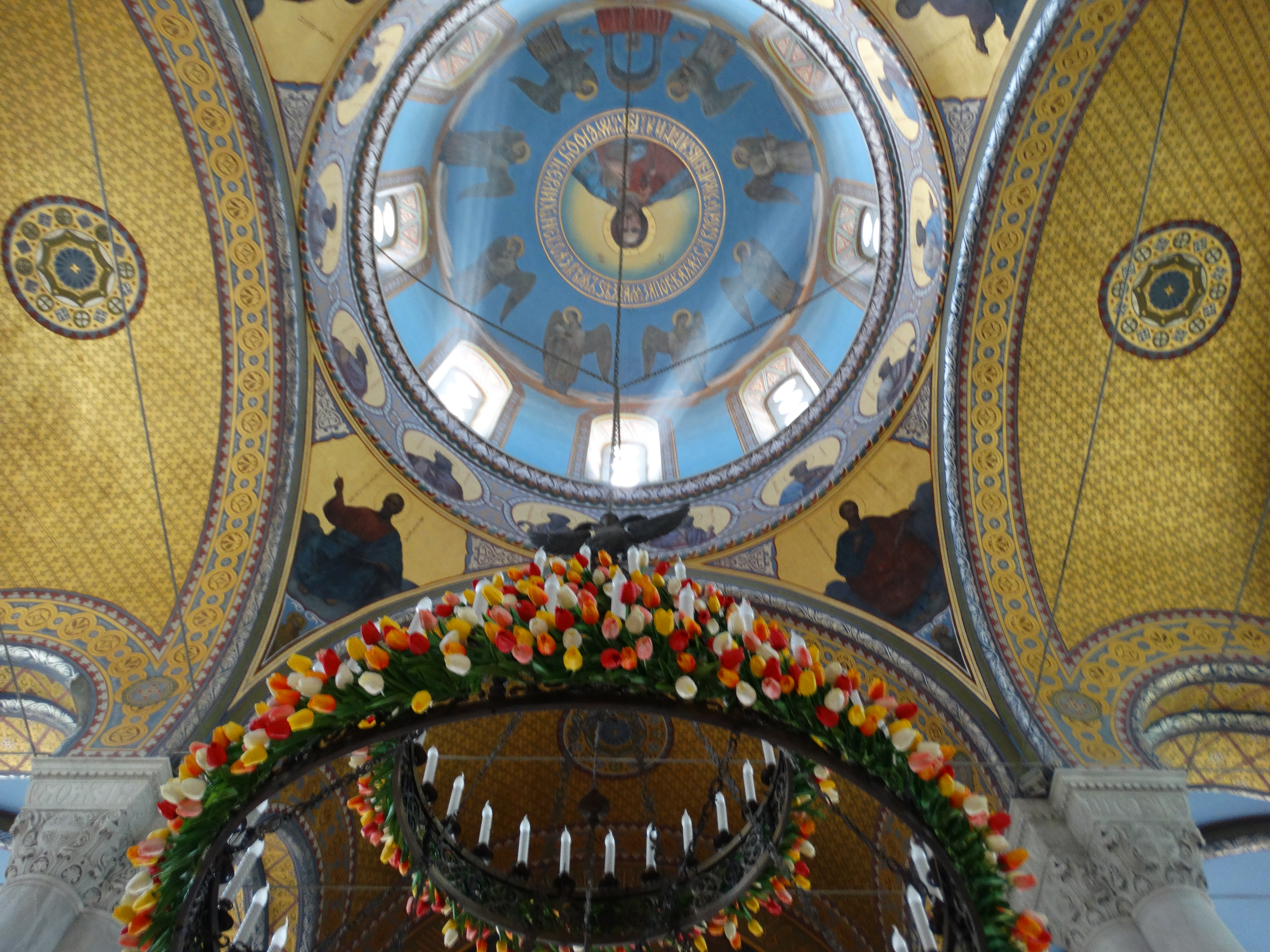
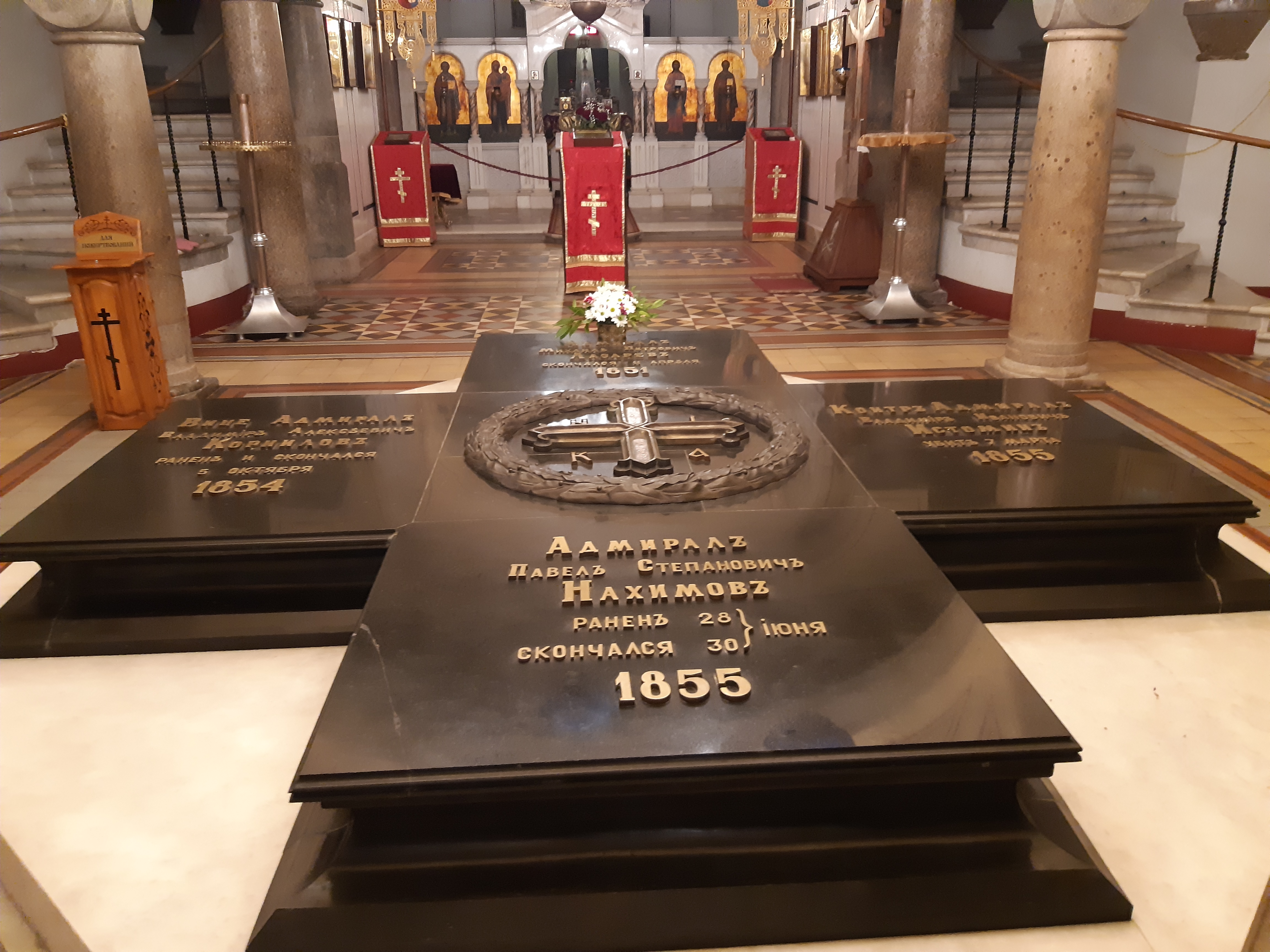
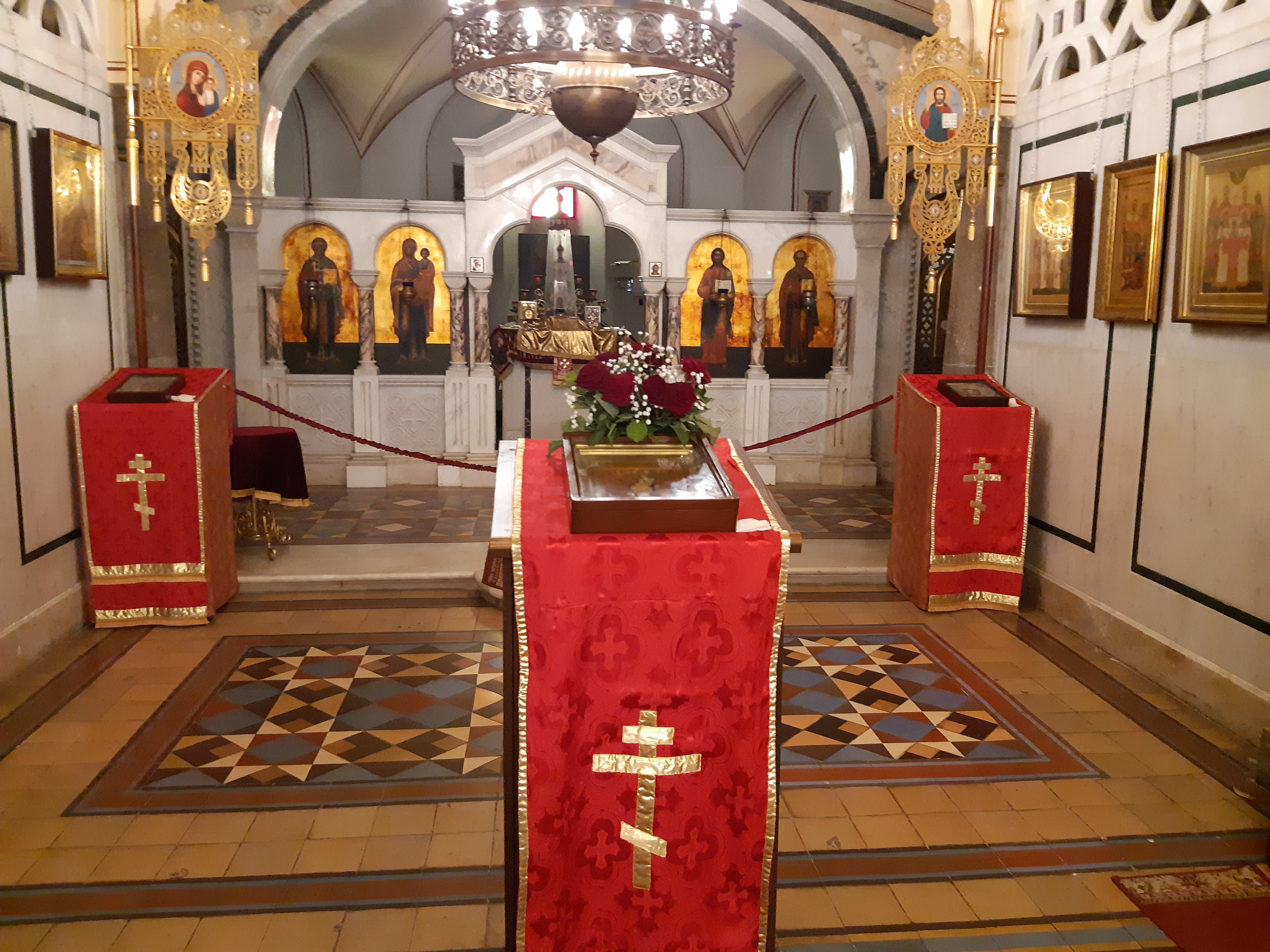

## 外部連結
- 官方网站（俄文）

44°36′37″N 33°31′25″E / 44.61028°N 33.52361°E